# Slimkid3
Slimkid3, stylisé SlimKid3, de son vrai nom Trevant Jermaine Hardson, né le 5 octobre 1970, est un rappeur américain, ancien membre du groupe The Pharcyde.

## Biographie
Trevant Jermaine Hardson est né le 5 octobre 1970 et est originaire de Los Angeles, en Californie. Tre Hardson se lance dans le divertissement en tant que danseur et chorégraphe sous le nom de Two for Two avec ses deux amis lycéens Bootie Brown et Imani. 
Membre du groupe The Pharcyde, il contribue au premier album du groupe, Bizarre Ride II the Pharcyde, et de sa suite Labcabincalifornia. Il participe aussi au troisième album du groupe, Plain Rap. En 1996, il produit le premier album de Brian Austin Green, One Stop Carnival.
Le premier album solo de Hardson, Liberation, est publié en 2002. Enregistré pendant plus de trois ans, l'album fait participer des artistes comme MC Lyte, Saul Williams, Chali 2na, N'Dea Davenport, et Kim Hill.
En 2011, il publie Another Day Another Dollar, un EP collaboratif avec DJ Nu-Mark. Slimkid3 and DJ Nu-Mark, son album collaboratif avec DJ Nu-Mark, est publié au label Delicious Vinyl en 2014.

## Discographie
- 2002 : Liberation (sous le nom de Tré Hardson)
- 2006 : SLIMKID3's Cafe